# Équipe de Norvège de Coupe Davis
L'équipe de Norvège de Coupe Davis représente la Norvège à la Coupe Davis. Elle est placée sous l'égide de la Fédération norvégienne de tennis.

## Historique
Créée en 1928, l'équipe de Norvège participe annuellement à la compétition mais n'enregistre sa première victoire qu'en 1953 contre le Luxembourg, ayant alors perdu ses 18 dernières rencontres. Le pays ne dépasse pas le 2e tour de la zone Européenne avant de remporter deux rencontres consécutives en 1973 face à l'Irlande et le Danemark avant de s'incliner à Oslo contre la France de François Jauffret.
À la fin des années 1980, l'équipe se retrouve dans le groupe II de la zone Europe-Afrique puis accède en 1992 à la première division grâce à l'implication du trio composé de Christian Ruud, Bent-Ove Pedersen et Anders Håseth. Ruud écarte à lui seul Israël en 1995, permettant à la Norvège de participer pour la première fois de son histoire aux barrages du Groupe Mondial. Ruud, Pedersen et Helge Koll Frafjord s'inclinent cependant contre la Belgique dès le samedi sans marquer un seul set. La Norvège retrouve le Groupe I en 1998 et 2003, sans parvenir toutefois à remporter de rencontre. Depuis 2004, elle navigue entre les groupes II et III.

### Joueurs actuels
- Casper Ruud
- Viktor Durasovic

## Statistique des principaux anciens joueurs
Sont listés dans le tableau ci-dessous ceux qui ont été sélectionnés au moins à huit reprises pour la Norvège.
| Nom                 | Total    | Total   | Total | Simples  | Simples | Simples | Carrière  |
| Nom                 | Victoire | Défaite | %     | Victoire | Défaite | %       | Carrière  |
| ------------------- | -------- | ------- | ----- | -------- | ------- | ------- | --------- |
| Stian Boretti       | 38       | 37      | .506  | 26       | 19      | .577    | 2000–2014 |
| Christian Ruud      | 31       | 23      | .574  | 24       | 15      | .615    | 1989–2000 |
| Jan Frode Andersen  | 30       | 23      | .566  | 25       | 14      | .641    | 1996–2006 |
| Bent-Ove Pedersen   | 22       | 13      | .628  | 14       | 6       | .700    | 1987–1996 |
| Erling Tveit        | 16       | 16      | .500  | 9        | 9       | .5000   | 2003–2014 |
| Per Hegna           | 15       | 25      | .375  | 12       | 19      | .387    | 1962–1983 |
| Joachim Bjerke      | 9        | 4       | .600  | 3        | 4       | .428    | 2011-2015 |
| Finn Søhol          | 9        | 7       | .563  | 9        | 5       | .643    | 1953–1964 |
| Anders Håseth       | 9        | 7       | .563  | 9        | 7       | .563    | 1987–1994 |
| Helge Koll Frafjord | 9        | 19      | .321  | 5        | 12      | .294    | 1993–2004 |
| Gunnar Høst Sjøwall | 8        | 18      | .308  | 7        | 12      | .368    | 1955–1966 |
| Johan Haanes        | 6        | 23      | .207  | 5        | 14      | .263    | 1932–1951 |
| Erik Melander       | 5        | 8       | .385  | 2        | 5       | .286    | 1967–1973 |
| John Erik Rustad    | 4        | 10      | .286  | 2        | 7       | .222    | 1979–1989 |
| Frithjof Prydz      | 4        | 11      | .267  | 2        | 8       | .200    | 1968–1978 |
| Nils Erik Hessen    | 3        | 18      | .143  | 1        | 12      | .077    | 1949–1956 |
| Finn Dag Jagge      | 3        | 19      | .136  | 1        | 11      | .083    | 1955–1973 |